# Союз 7К-Л3
Союз 7K-Л3 е модификация на кораба „Союз“. Основната му цел е да достави и върне екипаж от окололунна орбита на Земята. Проекта се развива успоредно със Союз 7К-Л1. В Лунния орбитален кораб (ЛОК), както още е наричан Союз 7K-Л3, екипажът се състои от двама космонавти в орбита около Луната. Този кораб е „майка“ на космически летателен апарат за кацане – Лунен кораб (ЛК), в който трябва да се приземи на повърхността на Луната единия член от екипажа. Корабът е част от целия ракетно – космически комплекс Н-1, който е в основата на съветската лунна програма.

## Дизайн
Союз 7К-Л3 е създаден на основата на безпилотния Зонд 7K-Л1 за прелитане около Луната и първото поколение на „Союз“ – Союз 7К-ОК пилотиран космически кораб земя-орбита. Подобно на модела 7K-ОК, 7K-Л3 е разделен на три секции, един елипсовиден орбитален модул, с форма на пресечен конус приземяващ модул и цилиндричен приборно-агрегатен модул. Подобно на „7K-ОК“, и „7K-Л3“ има възел за скачване с ЛК, но няма т.нар. трансферен тунел, използван при космическия кораб „Аполо“, като по този начин е трябвало космонавтът да направи космическа разходка от „Лунния орбитален Кораб“ (ЛОК) до „Лунния кораб“ (ЛК) с използване на нов скафандър (предшественик на костюма за излизане в открития космос „Орлан“, използвани днес на МКС).
Друга промяна в „7K-Л3“ е премахването на слънчевите панели използвани в „7K-ОК“, като са заменени с горивни клетки, подобни на тези на „Аполо“. Спускаемия апарат на „7K-Л3“, е същият като на „7К-Л1“ и е с по-дебела, подсилена обшивка, която е в състояние да оцелее при навлизането в атмосферата.

## Полети
Само два „7K-Л3“ са летяли в рамките на съветската лунна програма и двата с помощта на ракетата – носител Н-1, и двата са неуспешни, но корабите са спасени с помощта на т.нар. система за аварийно спасяване (САС).

## Бъдеще
Въпреки че никога не лети в действителен полет, има планове за съвместен проект между Русия и ЕКА за мисии до Луната. Те са в отговор на проекта на НАСА Constellation и проектът за космическия кораб „7K-Л3“, но осъвременен с хардуера на „Союз ТМА“ (слънчеви панели, скачваща система, система за трансфер и т.н.).